# ФК Неман (Гродно)
ФК „Неман“ е беларуски футболен клуб от Гродно. Отборът е кръстен на река Неман.
Наследник на местния сборен тим на града (Динамо и Локомотив). Носител на Купата на Беларус и вицешампион от 2002 г. Клубът държи рекорда за най-голяма победа в беларуското първенство 8:0 срещу „Комуналник“, Слоним през 1980 г. и е първият местен отбор с 500 мача в елита.

## Успехи
- Сребърни медали в Беларуска висша лига (2): 2002, 2024
- Носител на Купа на Беларус (3): 1993, 2023/24, 2024/25
- Финалист за Суперкупа на Беларус (1): 2025